# نواب كرناتيك
سلطنة كارناتيك أو نواب كرناتيك هي مملكة في جنوب الهند، كانت المملكة بين حوالي 1690 و1855، وكانت تحت السلطة القانونية لنظام حيدر أباد، حتى وفاتهم. كانت عاصمتهم في البداية في أركوت في ولاية تاميل نادو الهندية الحالية. يعد حكمهم فترة مهمة في تاريخ مناطق ساحل كارناتيك وكورومانديل، حيث أفسحت إمبراطورية المغول الطريق أمام النفوذ المتزايد لإمبراطورية المراثا، ولاحقًا ظهور الراج البريطاني.

## الحدود
كانت المقاطعة القديمة المعروفة باسم كارناتيك، والتي تقع فيها مدراس (تشيناي)، تمتد من نهر كريشنا إلى نهر كافيري ، وتحدها من الغرب مملكة ميسور ودينديغول (التي شكلت جزءًا من سلطنة ميسور). كان الجزء الشمالي الذي كان يُعرف باسم "مغول كارناتيك "، والجزء الجنوبي " إمبراطورية مارثا، مع حصون إمبراطورية ماراثا في جينجي ورانجانكودي. وهكذا كان اسم كارناتيك هو الاسم الشائع في جنوب الهند التي تمتد من شرق جودافاري بولاية أندرا براديش في الشمال إلى حصن إمبراطورية ماراثا في رانجانجودي في الجنوب الهندي.

## نهوض مملكة كرناتيك

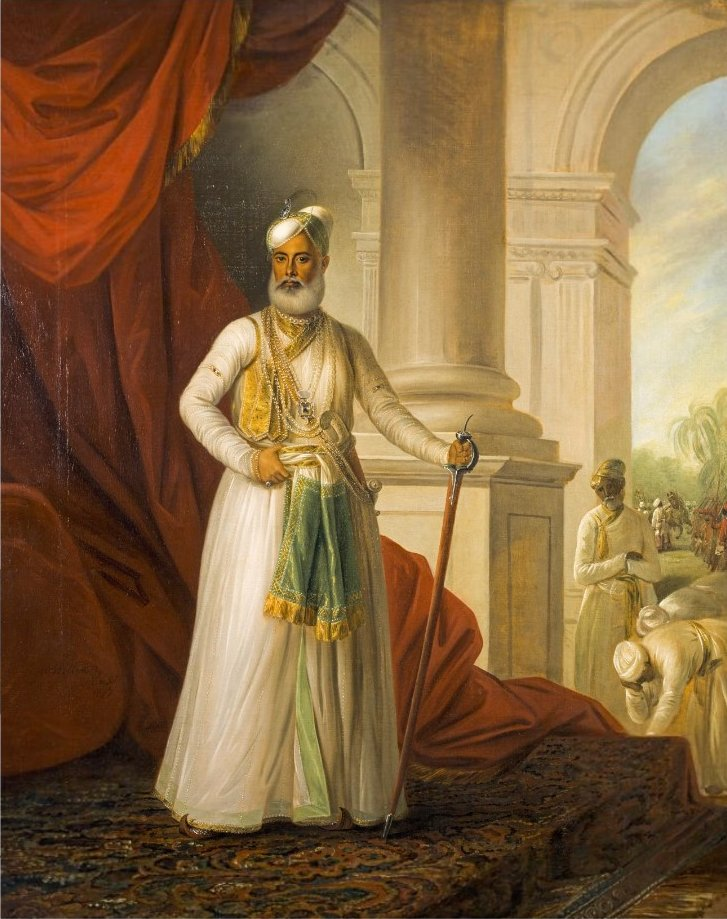
محمد علي خان والاجاه

مع تراجع إمبراطورية فيجاياناجارا استقلت قبائل النياك الهندوسية، التي تأسست في مناطق مادوراي وتانجور وكانشي، عن نفسها. ومع ذلك، سرعان ما أصبحوا روافد لملوك جولكوندا وبيجابور، الذين قسموا نهر كارناتيك بينهم. قام الإمبراطور المغولي أورنجزيب في عام 1692م بتعيين القائد المعروف في سلطنة مغول الهند ذو الفقار خان كأول سوباهدار من كارناتيك بمقعده في أركوت كمكافأة لانتصاره على إمبراطورية المراثا بقيادة راجارام الأول وبهذه الطريقة تم تأسيس ممكلة نواب كرناتيك.
مع تراجع الإمبراطورية المغولية، أصبحت منطقة كارناتيك صبح مستقلة باسم سلطنة كارناتيك ، التي كانت تسيطر على منطقة شاسعة جنوب نهر كريشنا. نواب سعدات الله خان الأول نقل بلاطه من جينجي إلى أركوت . غزا خليفته دوست علي مادوراي وضمها في عام 1736.
في عام 1740، نزلت قوات المراثا على أركوت. هاجموا نواب دوست علي خان في ممر دامالشيري. وفي الحرب التي تلت ذلك، فقد دوست علي وأحد أبنائه حسن علي وعدد من الشخصيات البارزة حياتهم. أدى هذا النجاح الأولي إلى تعزيز مكانة المراثا في الجنوب. من دامالشيري، تقدم المراثا إلى أركوت، التي استسلمت لهم دون مقاومة كبيرة. تم القبض على تشاندا صاحب وابنه وإرسالهما إلى ناجبور. نواب كارناتيك كانوا من الراوثر.
أصبح محمد علي خان والاجاه الحاكم عام 1765.
كان للتأثيرات المتزايدة للإنجليز والفرنسيين وحروبهم الاستعمارية تأثير كبير على منطقة كارناتيك. دعم والاجا الإنجليز ضد الفرنسيين وحيدر علي ، مما جعله غارقًا في الديون. ونتيجة لذلك، اضطر إلى تسليم جزء كبير من أراضيه لشركة الهند الشرقية . بول بنفيلد ، رجل أعمال إنجليزي، قدم قروضًا كبيرة إلى النواب بغرض تمكينه، بمساعدة الإنجليز، من غزو واحتلال ولاية مارثا في تانجور، لتلبية بعض مطالبات الهولنديين في ترانكيبار على الأراضي. من راجا تانجور .
توفي النواب الثالث عشر غلام محمد غوش خان ، وضم البريطانيون نوابدوم كارناتيك، مطبقين مبدأ الزوال . تم إنشاء عم جوس خان عظيم جاه أول أمير أركوت (أمير أركوت) في عام 1867 من قبل الملكة فيكتوريا ، وحصل على معاش تقاعدي معفى من الضرائب إلى الأبد.

## قائمة الحكام

### حكام منسلطنة مغول الهند
| اسم | اسم                     | بدأ العهد | انتهى عهد | ملحوظات                                                                                | الصوره |
| --- | ----------------------- | --------- | --------- | -------------------------------------------------------------------------------------- | ------ |
| 1   | ذو الفقار خان نصرت جونغ | 1692      | 1703      | ابن أسد خان ، أحد النبلاء المشهورين في بلاط الإمبراطور أورنكزيب                        |        |
| 2   | داود خان باني           | 1703      | 1710      | قبل أن يصبح نوابًا، عينه الإمبراطور أورنجزيب قائدًا بارزًا لجيش المغول .                  |        |
| 3   | سعدات الله خان الأول    | 1710      | 1732      | كان آخر حاكم مغولي تم تعيينه نواب كارناتيك ، لم يكن لديه أطفال ولذلك تبنى دوست علي خان |        |

### نواب مستقل من كارناتيك
| 1 | سعدات الله خان الأول  | 1710        | 1732         | كان آخر حاكم المغول ثم اصبح نواب مستقل، تعيينه نواب كارناتيك . لم يكن لديه أطفال، تبنى دوست علي خان، ابن أخيه غلام علي خان، ورشحه خلفًا له. |              |
| 2 | دوست علي خان          | 1732        | 1740         | ابن شقيق سعدة الله خان الأول | لا يوجد صوره |
| 3 | صفدار علي خان         | 1740        | 1742         | ابن دوست علي خان | لا يوجد صوره |
| 4 | نواب مروزا علي خان    | نوفمبر 1742 | ديسمبر 1742  | ابن عم وصهر صفدار علي خان | لا يوجد صوره |
| 5 | سعدات الله خان الثاني | 1742        | 1744         | ابن صفدار علي خان . قُتل في يوليو 1744 في أركوت . وهكذا انتهت معه سلالة نواب أركوت الأولى .                                                 | لا يوجد صوره |
| 6 | أنور الدين خان        | 1744        | 3 أغسطس 1749 | وهو نواب أركوت الأول من اسره اخرى |              |

### نواب كارناتيك تحت النفوذ الأوروبي
| الأسماء | الأسماء              | بدأ العهد    | انتهى عهد      | ملحوظات                                                                               | الصور        |
| ------- | -------------------- | ------------ | -------------- | ------------------------------------------------------------------------------------- | ------------ |
| 1       | شاندا شهيب           | 1749         | 1752           | صهر دوست علي خان ، الذي كان يعمل تحت إشرافه ديوانًا . دعم الفرنسيين في حروب كارناتيك . | لا يوجد صوره |
| 2       | محمد علي خان والاجاه | 3 أغسطس 1749 | 16 أكتوبر 1795 | ابن أنور الدين خان، قاد حروب كارناتيك                                                 |              |
| 3       | عمدة الأمراء         | 1795         | 1801           | ابن محمد علي خان ولا جاه                                                              |              |
| 4       | عظيم الدولة *        | 1801         | 1819           | وقع معاهدة كارناتيك                                                                   |              |

### نواب كارناتيككمحمية بريطانية
| 1 | عظيم الدولة *     | 1801 | 1819 | ابن شقيق عمدة الأمراء                                                   |  |
| 2 | عزام جاه          | 1819 | 1825 | ابن عظيم الدولة                                                         |  |
| 3 | غلام محمد غوث خان | 1825 | 1855 | ابن عزام جاه . توفي عام 1855 عن عمر يناهز 31 عامًا. ولم يترك وريثًا ذكرًا. |  |

### أمراء أركوت
| أفضل التحايا                    | فتره حكم  | ملحوظات | الصور        |
| ------------------------------- | --------- | --- | ------------ |
| عظيم جاه                        | 1867-1874 | الابن الأصغر لعظيم الدولة قصر تشيبوك ، المقر الرسمي لأمراء كارناتيك، استولى عليه البريطانيون في عام 1859. قام ببناء مسكن جديد أمير محل في رويابتاه . |              |
| السير ظاهر الدولة بهادور        | 1874-1879 | ابن عظيم جاه |              |
| انتظام الملك معزل الدولة بهادور | 1879-1889 | الابن الاصغر لعظيم جاه | لا توجد صوره |
| السير محمد منور خان بهادور      | 1889-1903 | ابن شقيق نظام الملك |              |
| السير غلام محمد علي خان بهادور  | 1903-1952 | ابن محمد منور خان |              |
| غلام محي الدين خان بهادور       | 1952-1969 | الابن الأصغر لمحمد منور خان |              |
| غلام محمد عبد القادر            | 1969-1993 | ابن غلام محيي الدين خان |              |
| محمد عبد العلي                  | 1993–     | ابن غلام محمد عبد القادر | لا توجد صوره |